# Neuvième session extraordinaire de la Conférence au sommet islamique
La neuvième session extraordinaire de la Conférence au sommet islamique est organisée par l'Organisation de la coopération islamique (OCI) en réponse à la guerre à Gaza depuis 2023. La réunion a lieu le 18 octobre 2023 au siège du Secrétariat général à Djeddah, en Arabie saoudite.

## Contexte
La réunion d'urgence est motivée par les événements du 7 octobre 2023, lorsque le Hamas lance une série d'attaques contre Israël, entraînant d'importantes pertes humaines. Israël répond à ces attaques par des frappes de représailles sur la bande de Gaza.
L'Iran a lancé l'appel à une réunion d'urgence de l'OCI pendant les combats intenses entre le Hamas et les forces israéliennes,. Par la suite, d'autres États membres soutiennent cet appel, ce qui conduit à la convocation d'une réunion extraordinaire. En conséquence, l'OCI achève les préparatifs nécessaires à la convocation d'une réunion spéciale d'urgence à composition non limitée au niveau ministériel. L'objectif de cette réunion est d'aborder l'« agression israélienne contre Gaza » et l'aggravation de la situation humanitaire.

## Objectif
L'objectif premier de cette réunion est de s'attaquer à la crise actuelle à Gaza et dans les régions voisines, en accordant une attention particulière à l'aggravation des conditions qui mettent en danger la vie des civils et la stabilité régionale.

## Bilan
Plusieurs pays musulmans ont participé à la session, exprimant leurs préoccupations et prenant position sur la guerre de 2023 entre Israël et le Hamas.
L'Iran exhorte les pays musulmans à imposer des sanctions à Israël à la suite d'une attaque contre un hôpital à Gaza, y compris une demande d'embargo sur le pétrole, ce qui provoque brièvement une hausse des prix du brut. Cependant, l'OPEC annonce qu'elle n'a pas l'intention de prendre des mesures immédiates en réponse à l'appel de l'Iran. L'Iran appelle également les États musulmans à boycotter le régime sioniste.
Le Pakistan exige que la communauté internationale tienne Israël pour responsable des crimes de guerre. Le ministre pakistanais des Affaires étrangères, Jalil Abbas Jilani (en), souligne la nécessité de prendre des décisions audacieuses jusqu'à l'établissement d'un État palestinien souverain avec Jérusalem-Est pour capitale.
Le ministre saoudien des affaires étrangères, Faisal bin Farhan Al-Saud, appelle à la levée du blocus et à l'établissement de corridors humanitaires à Gaza., Il rejette également le déplacement forcé des Palestiniens.
La Turquie exhorte le monde musulman à agir en faveur de la création d'un État palestinien.